# 2 octobre
Pour les articles homonymes, voir Deux-Octobre.
2 septembre 2 novembre
Chronologies thématiques
- Croisades
- Ferroviaires
- Sports
- Disney
- Anarchisme
- Catholicisme

Abréviations / Voir aussi
- (° 1852) = né en 1852
- († 1885) = mort en 1885
- a.s. = calendrier julien
- n.s. = calendrier grégorien
- Calendrier
- Calendrier perpétuel
- Liste de calendriers
- Naissances du jour

Le 2 octobre est le 275e jour de l'année du calendrier grégorien, 276e lorsqu'elle est bissextile. Il reste ensuite 90 jours avant la fin de l'année civile.
C'est généralement l'équivalent du 11 vendémiaire du calendrier républicain ou révolutionnaire français, officiellement dénommé jour de la pomme de terre.

## Événements

### VIIesiècle
- 638 : Séverin est élu pape.

### IXesiècle
- 829 : Théophile devient empereur byzantin.

### XIIesiècle
- 1187 : Saladin reprend Jérusalem aux Croisés.

### XIIIesiècle
- 1263 : bataille de Largs, pendant la guerre écosso-norvégienne.

### XVIesiècle
- 1518 : le cardinal Thomas Wolsey élabore la Paix de Londres, entre l'Angleterre, la France, l'empereur Maximilien Ier, l'Espagne et la papauté[1],[2].
- 1535 : Jacques Cartier et ses compagnons arrivent dans la région de l'établissement nommé Hochelaga, qu'il renommera Mont Royal, cette montagne de l'île et de la ville appelée Montréal, depuis 1642.
- 1552 : prise de Kazan par les troupes d'Ivan le Terrible, tsar russe.

### XVIIesiècle
- 1649 : début du sac de Wexford par la New Model Army d'Oliver Cromwell.
- 1700 : le roi d'Espagne Charles II rédige un testament, attribuant la couronne d'Espagne au |duc d'Anjou, futur Philippe V, petit-fils de Louis XIV de France (succession de Charles II d'Espagne).
- 1710 : en Grande-Bretagne, début des élections générales.

### XIXesiècle
- 1814 : victoire loyaliste sur les indépendantistes chiliens, à la bataille de Rancagua.
- 1835 : la bataille de Gonzales marque le début de la révolution texane.
- 1864 : victoire confédérée, à la première bataille de Saltville, pendant la guerre de Sécession.
- 1870 :
  - à une large majorité, les Romains, après référendum, votent pour l'adhésion de leur ville à l'Italie, qui devient ainsi la capitale du pays en voie d'unification[3].
  - Affaire de Saint-Léger-en-Yvelines, en cette fête de saint-Léger infra.

### XXesiècle
- 1932 : le rapport Lytton sur la Mandchourie reconnaît les intérêts particuliers du Japon, et recommande la création d'un État autonome, sous souveraineté chinoise mais contrôlé par le Japon.
- 1935 : les Italiens envahissent l'Éthiopie.
- 1937 : début du massacre des Haïtiens.
- 1938 : peu après les accords de Munich, la Pologne annexe, sur la rive gauche de la rivière frontalière Olza, la partie tchécoslovaque de la ville de Cieszyn.
- 1941 : 
  - la Wehrmacht lance l'opération Typhon, la grande offensive contre Moscou (seconde guerre mondiale).
  - Attentats contre des synagogues de Paris en octobre 1941
- 1944 : l'insurrection de Varsovie est écrasée.
- 1958 :
  - discours de Constantine du général de Gaulle, qui annonce un plan de réformes sociales, économiques et culturelles pour l’Algérie, et affirme l’existence d’une « solidarité étroite » entre l’Algérie et le reste de la France : c’est le plan de Constantine, qui propose l’industrialisation de l’Algérie grâce au pétrole du Sahara.
  - Indépendance de la Guinée vis-à-vis de la France.
- 1968 : massacre de Tlatelolco, à Mexico, où la police tue environ 300 personnes.
- 1979 : le pape Jean-Paul II réaffirme, à la tribune des Nations-Unies, le droit à la liberté religieuse, toute personne ayant « le droit à la liberté de pensée, de conscience et de religion, et le droit à manifester sa religion individuellement ou en commun tant en privé qu'en public »[4].
- 1992 : massacre dans la prison de Carandiru au Brésil.
- 1997 : l'Union européenne signe le traité d'Amsterdam, qui remplace le traité de Maastricht.

### XXIesiècle
- 2007 : ouverture du Sommet inter-coréen de 2007.
- 2013 : la Gambie se retire du Commonwealth.
- 2016 :
  - en Colombie, l'accord de paix entre le gouvernement et les FARC est rejeté par référendum.
  - En Hongrie, un référendum portant sur les quotas européens de migrants n'atteint pas le quorum nécessaire.
- 2018 : Jamal Khashoggi, journaliste saoudien, est assassiné dans le Consulat d'Arabie saoudite à Istanbul, après avoir été enlevé et y avoir été séquestré et torturé par des sbires de Mohammed ben Salmane, sans conséquence judiciaire.
- 2021 : au Qatar, les premières élections législatives de l'histoire du pays ont lieu[5].
- 2022 :
  - en Bosnie-Herzégovine, des élections générales se tiennent, comprenant la présidentielle[6] et les législatives.
  - au Brésil, l'ex-président Luiz Inácio Lula da Silva et le sortant Jair Bolsonaro se qualifient pour le second tour de l’élection présidentielle organisée en même temps que les élections parlementaires[7].
  - en Bulgarie, lors des élections législatives anticipées, la coalition d'opposition de droite GERB-SDS arrive en tête[8].
- 2023 : le Kirghizistan et le Tadjikistan signent un accord sur la frontière séparant les deux pays[9].
- 2024 : 10e jours des bombardements israéliens au Liban qui font état de 46 morts et 85 blessés de plus[10].

## Arts, culture et religions
- 1817 : Guillaume-Joseph Chaminade fonde la Société de Marie.
- 1925 : Joséphine Baker, à 19 ans, fait scandale en dansant dénudée en première partie dans la Revue nègre, au Théâtre des Champs-Élysées à Paris.
- 1928 : à Madrid, fondation de l'Opus Dei par Josemaría Escrivá de Balaguer.
- 1950 : parution du premier comic de Charles Schulz sous le nom de Peanuts dans des quotidiens locaux des États-Unis (personnages de Charlie Brown et du chien Snoopy notamment).
- 1995 : le groupe britannique Oasis sort l'album What’s the Story ? Morning Glory ![11].
- 2003 : John Maxwell Coetzee, écrivain sud-africain, reçoit le prix Nobel de littérature [12].
- 2020 : début de la fête juive de Souccot, des tentes ou cabanes, jusqu'au 10 octobre suivant (à dates grégoriennes mobiles).

## Sciences et techniques
- 1836 : le second voyage d'exploration scientifique du HMS Beagle prend fin.
- 1955 : fin du service de l'ENIAC, premier ordinateur électronique programmable pour des usages multiples.
- 1985 : les trois cosmonautes de la station orbitale Saliout 7, Leonid Kyzym, Vladimir Soloviev, et Oleg Atkov, retrouvent la Terre.
- 2017 : attribution du prix Nobel de médecine aux Américains Jeffrey C. Hall, Michael Rosbash, et Michael W. Young, pour leurs « découvertes des mécanismes moléculaires qui règlent le rythme circadien ».
- 2018 : le prix Nobel de physique est décerné à l'Américain Arthur Ashkin, au Français Gérard Mourou, et à la Canadienne Donna Strickland.
- 2023 : le prix Nobel de physiologie ou médecine 2023 est attribué à Katalin Karikó et Drew Weissman « pour leurs découvertes concernant les modifications des bases nucléosidiques qui ont permis le développement de vaccins ARNm efficaces contre le Covid-19 »[13].
- 2024 : l'éclipse solaire commence de l'équateur dans l'océan Pacifique et se propage vers le sud, et traverse la Patagonie, ensuite passe juste au nord des îles Malouines, pour finir dans l'Atlantique Sud.

## Économie et société
- 1949 : le journal télévisé de la RTF devient quotidien.
- 1983 : inauguration de la Grameen Bank, banque spécialisée dans le microcrédit.
- 1996 : privés d'instruments de bord fonctionnels à la suite d'une erreur de maintenance, les pilotes du vol AeroPerú 603, à destination de Santiago, plongent sans s'en rendre compte dans les eaux froides de l'Océan Pacifique, accompagnés de 61 passagers et de 7 autres membres d'équipage, sans survivants.
- 2001 : grounding de la compagnie aérienne nationale suisse Swissair.
- 2016 : à l'issue de la fashion week parisienne d'automne, au petit matin du dimanche, braquage de bijoux à Paris, sur la starlette influenceuse Kim Kardashian[14].

## Naissances

### XIIIesiècle
- 1238 : Mangrai, fondateur du Lanna, un royaume thaï († 1317).

### XVesiècle
- 1452 : Richard III d'Angleterre († 22 août 1485).
- 1470 : Georges Ier de Münsterberg-Œls († 10 novembre 1502).

### XVIesiècle
- 1509 : Cornelius Wischaven, prêtre jésuite belge († 25 août 1559).
- 1527 : William Drury, général et homme d'État anglais († 13 octobre 1579).
- 1538 : Charles Borromée, cardinal italien, artisan de la Contre-Réforme († 3 novembre 1581).
- 1547 : Philippe-Louis de Neubourg, comte Palatin de Neubourg († 22 août 1614).
- 1581 : Juan Ruiz de Alarcón, dramaturge mexicain d'ascendance espagnole († 4 août 1639).
- 1582 : Auguste de Palatinat-Soulzbach, comte palatin de Soulzbach († 14 août 1632).

### XVIIesiècle
- 1619 : Gédéon Tallemant des Réaux, écrivain et poète français († 10 novembre 1692).
- 1627 : Adrien, dernier patriarche de Moscou et de toutes les Russies de la période pré-révolutionnaire († 16 octobre 1700, calendrier julien ? grégorien ?).
- 1646 : Guillaume Poitevin, joueur de serpent, maître de chapelle et compositeur français († 26 janvier 1706).
- 1656 : Nicolas de Largillierre, peintre français († 20 mars 1746).

### XVIIIesiècle
- 1703 : Michel-Ange de Castellane, diplomate français († 26 septembre 1782).
- 1708 : José de Mascarenhas da Silva, seigneur portugais, brûlé vif à Santa Maria de Belém († 13 janvier 1759).
- 1741 : Augustin Barruel, prêtre et homme de lettres français († 5 octobre 1820).
- 1754 : Louis de Bonald, écrivain français, académicien († 23 novembre 1840).
- 1756 : Jacob van Strij, peintre néerlandais († 4 février 1815).
- 1760 : Charles François Léger Favereau, général de la révolution française († 12 décembre 1825).
- 1766 : André Thomas Perreimond, général français de la Révolution et de l’Empire († 2 janvier 1844).
- 1768 :
  - François Pierre Amey, général français de la Révolution et de l’Empire († 16 novembre 1850).
  - François Antoine Kirmann, militaire français († 16 octobre 1850).
- 1769 : Adèle Romany, peintre française († 6 juin 1846).
- 1775 : Jean Zacharie Mesclop, général français de la Révolution et de l’Empire († 14 janvier 1844).
- 1779 : Louis-Philippe-Joseph Girod de Vienney, baron de Trémont, haut fonctionnaire français († 1er juillet 1852).
- 1781 : William Wyatt Bibb, homme politique américain († 10 juillet 1820).
- 1789 : Franciszek Armiński, astronome polonais († 14 janvier 1848).
- 1790 : Pierre d'Alcantara-Charles-Marie d'Arenberg, aristocrate, militaire et homme politique français († 27 septembre 1877).
- 1796 : Pierre Michel Grolier-Desbrousses, homme politique français († 13 janvier 1857).
- 1798 : Ángel Vicente Peñaloza, chef militaire argentin († 11 novembre 1863).

### XIXesiècle
- 1809 : Charles Delescluze, journaliste français, membre important de la Commune de Paris († 25 mai 1871).
- 1828 : Charles Floquet, homme politique franco-basque, avocat au barreau de Paris, plusieurs fois député, préfet, sénateur, ministre et président du Conseil († 19 janvier 1896).
- 1832 : Edward Tylor, anthropologue britannique († 2 janvier 1917).
- 1839 : Ernest Cognacq, commerçant français originaire de l'île de Ré, cofondateur d'un grand magasin parisien († 21 février 1928).
- 1843 : James Whitney, avocat canadien († 25 septembre 1914).
- 1847 : Paul von Hindenburg, général, homme politique allemand, président de la république de Weimar de 1925 à 1934 († 2 août 1934).
- 1851 : 
  - Donat Bollet, homme politique français († 13 avril 1923).
  - Ferdinand Foch, maréchal de France et commandant des forces alliées lors de la Première Guerre mondiale († 20 mars 1929).
- 1852 : William Ramsay, chimiste britannique, découvreur de gaz rares, prix Nobel de chimie 1904 († 13 juillet 1916).
- 1854 :
  - Patrick Geddes, biologiste et sociologue écossais († 17 avril 1932).
  - Jean Teillard, architecte français de la ville de Clermont-Ferrand († 1915).
- 1869 : (le mahatma) Mohandas Karamchand Gandhi (dit « Gandhi »), philosophe et homme politique indien impliqué dans l'indépendance de l'Inde († 30 janvier 1948).
- 1871 : Cordell Hull, homme d'État américain († 23 juillet 1955).
- 1875 : 
  - Henry Février, compositeur († 6 juillet 1957).
  - Ulrich Gerhardt, zoologiste allemand († 8 juin 1950).
  - Yves Henry, agronome français († 1966).
- 1878 : Walter Riezler, archéologue et musicologue allemand († 22 janvier 1965).
- 1880 : Eugène Albertini, historien français († 15 février 1941).
- 1883 : Robert William Boyle, physicien canadien († 18 avril 1955).
- 1884 : Richard Spikes, ingénieur américain († 22 janvier 1962).
- 1890 : Groucho Marx, comédien américain († 19 août 1977).
- 1895 : Bud Abbott, acteur américain († 24 avril 1974).
- 1896 : 
  - Jacques Duclos, résistant et homme politique français († 25 avril 1975).
  - Jacques Trémoulet, journaliste et homme d’affaires français († 5 mars 1971).
- 1897 :
  - Raymond Brulé, résistant français († 17 novembre 1944).
  - François Claessens, gymnaste belge († 29 septembre 1971).
  - Joe Profaci, criminel américain († 7 juin 1962).
- 1898 :
  - Joseph Marmayou, joueur de rugby à XV français († 20 octobre 1978).
  - Franz Rauhut, romaniste et militant pacifiste allemand († 1er mars 1988).
- 1900 :
  - Kim Dong-in, écrivain coréen († 5 janvier 1951).
  - Albert Jutras, radiologiste canadien († 16 février 1981).
  - Rodney Keller, officier canadien († 21 juin 1954).
  - Alexeï Pakhomov, illustrateur et peintre avant-gardiste soviétique († 14 avril 1973).

### XXesiècle
- 1901 : Kiki de Montparnasse, actrice, peintre, modèle, chanteuse, danseuse, mannequin française († 23 mars 1953).
- 1902 :
  - Leopold Figl († 9 mai 1965), homme d'État autrichien.
  - Marcel F. Lanteaume († 17 décembre 1981, auteur français de roman policier.
  - Toivo Loukola († 10 janvier 1984, athlète finlandais .
- 1903 : Michele Mara († 18 novembre 1986, coureur cycliste italien.
- 1904 :
  - (date julienne ou 15 octobre grégorien) : Igor Vladimirovitch Belkovitch.
  - Graham Greene, écrivain britannique († 3 avril 1991).
  - Georges Miez, gymnaste suisse († 21 avril 1999).
- 1906 : 

  - Robert Vattier, comédien français († 9 décembre 1982).
- 1907 :

  - Víctor Paz Estenssoro, homme politique bolivien († 7 juin 2001).
  - Alexander Robert Todd, chimiste britannique, prix Nobel de chimie en 1957 († 10 janvier 1997).
- 1910 :
- 1911 : Jack Finney, auteur américain de romans de science-fiction et de thrillers († 14 novembre 1995).
- 1912 :

  - Frank Malina, ingénieur aéronautique américain († 9 novembre 1981).
- 1916 :

  - Ángel Suquía Goicoechea, cardinal espagnol, archevêque de Madrid († 13 juillet 2006).
- 1917 : 
  - Christian de Duve, médecin et biochimiste belge, prix Nobel de physiologie ou médecine 1974 († 4 mai 2013).
  - Charles Drake, acteur américain († 10 septembre 1994).
- 1918 :

  - Fernand Massart, homme politique belge († 13 mai 1997).
- 1919 : 
  - Seán 'ac Dhonncha († 4 ou 14 décembre 1997).
  - Jan Flinterman (26 décembre 1992).
  - Guy Roach, joueur professionnel canadien de hockey sur glace.
- 1920 :
  - Giuseppe Colombo (mathématicien)
- 1921 : Albert Scott Crossfield, pilote d'essai américain († 19 avril 2006).
- 1926 : Émile Temime († 18 novembre 2008).
- 1927 : 
  - Nikola Kljusev, économiste, homme politique et académicien macédonien († 16 janvier 2008).
  - Claude Taittinger, chef d'entreprise français († 3 janvier 2022).
- 1929 : Moses Gunn, acteur américain († 16 décembre 1993).
- 1931 : 
  - Jean-Pierre Duclos, acteur et doubleur vocal suisse francophone, voix française de Sean Connery dans ses premiers James Bond († 19 février 2016).
  - Michel Moreau, réalisateur, scénariste et producteur québécois d’origine française († 4 septembre 2012).
- 1933 : Michel Plasson, chef d’orchestre français.
- 1934 : Richard Scott, juge britannique.
- 1935 : Robert Henry Lawrence, aviateur américain († 8 décembre 1967).
- 1938 : 
  - Carlos Contreras, footballeur chilien († 17 avril 2020).
  - Éric Demarsan, compositeur de musiques de films français.
  - Daniel Gall, acteur, doubleur vocal et syndicaliste français († 9 décembre 2012).
  - Nick Gravenites, auteur-compositeur et interprète de blues et folk américain.
  - Joseph Kergueris, homme politique français.
  - Pierre Rodocanachi, escrimeur français, médaillé olympique.
  - Hans Silvester, photographe professionnel et militant écologiste allemand.
  - Michel Vocoret, acteur et réalisateur français († 13 novembre 2016).
- 1939 : 
  - Joël Favreau, auteur-compositeur interprète guitariste français.
  - Iouri Glazkov, cosmonaute soviétique († 9 décembre 2008).
- 1941 : Youcef Yousfi, homme d’État algérien.
- 1942 : Sophia Yilma, femme politique éthiopienne.
- 1943 : Michel Mouillot, homme politique français, maire de Cannes de 1989 à 1997.
- 1945 : 
  - Charles Enderlin, journaliste français de télévision, spécialiste du Proche-Orient.
  - Don McLean, auteur-compositeur-interprète américain.
- 1946 :

  - Jean-Jacques Aillagon, haut fonctionnaire et homme politique français, ancien ministre de la culture, metteur en œuvres d'expositions.
  - Jean-Paul Andret, comédien, metteur en scène et journaliste belge.
  - Marie-Georges Pascal, comédienne française († 9 novembre 1985).
- 1948 : Donna Karan, styliste américaine.
- 1949 :
  - Annie Leibovitz, photographe américaine.
  - Larry Sellers, acteur américain († 9 décembre 2021).
- 1950 :
  - Pietro Algeri, coureur cycliste et directeur sportif italien.
  - Guy Cabay, musicien belge de jazz.
  - Luc Desnoyers, dirigeant syndical, négociateur et homme politique fédéral du Québec.
  - Antonio Di Pietro, ancien magistrat et homme politique italien.
  - Michel Dumoulin, historien belge.
  - Ian McNeice, acteur anglais.
  - Mike Rutherford, auteur-compositeur et musicien britannique, guitariste de Genesis.
- 1951 : 

  - Claudine Chatel, actrice québécoise.
  - Romina Power, actrice, musicienne et chanteuse américano-italienne de duo marital.
  - Sting (Gordon Matthew Thomas Sumner dit), chanteur et musicien anglais issu du groupe pop Police.
- 1952 : Marie Deschamps, juge québécoise.
- 1954 :
  - Lorraine Bracco, actrice et réalisatrice américaine.
  - Maria Orsola Bussone, jeune laïque italienne, vénérable catholique († 10 juillet 1970).
  - Eran Riklis, réalisateur israélien.
  - Guy Lewis Steele, Jr., informaticien américain.
- 1955 :
  - Norodom Arunrasmy, princesse, femme politique et diplomate cambodgienne.
  - Martine Mauléon, journaliste française († 16 décembre 2003).
  - Mirosław Tłokiński, footballeur polonais.
  - Warren Spector, concepteur de jeux américain.
- 1956 :
  - Philippe Ballot, évêque catholique français, archevêque de Chambéry.
  - Leszek Dunecki, athlète polonais.
- 1958 : 
  - Laurette Onkelinx, femme politique belge.
  - Alain Soral, essayiste et réalisateur français.
- 1959 : 
  - Luis Fernandez, joueur puis entraîneur de football franco-espagnol.
  - Alexandra Kazan, présentatrice de télévision (miss météo de "Canal Plus") et actrice monégasque.
- 1960 : Glenn Anderson, joueur de hockey sur glace canadien.
- 1961 :
  - Dan Corneliusson, joueur international de football suédois.
- 1962 : Christophe Chenut, chef d'entreprise français, directeur général du journal français L'Opinion.
- 1964 : 

  - Sheila Echols, athlète américaine.
  - Makharbek Khadartsev (1964-), lutteur russe, double champion olympique.
- 1965 : Ferhan et Ferzan Önder, pianistes turco-autrichiennes.
- 1967 : 
  - Frank Fredericks, athlète namibien, spécialiste du sprint.
  - Thomas Muster, tennisman autrichien.
  - Peter Quintelier, joueur de football belge.
  - Lew Temple, acteur américain.
- 1968 : Jana Novotná, joueuse de tennis tchèque († 19 novembre 2017).
- 1969 : Mami Yamase, animatrice de télévision japonaise.
- 1970 : 
  - Benjamin Radford, sceptique américain.
  - Frédéric Kowal, rameur d'aviron français, médaillé olympique.
- 1971 : Tiffany, chanteuse américaine.
- 1972 : Emma Colberti, comédienne française.
- 1973 :
  - Frank Delay, chanteur et comédien français.
  - Proof (Deshaun Dupree Holton dit), rappeur américain († 11 avril 2006).
  - Verka Serduchka, chanteur ukrainien.
- 1975 :

  - Obeid al-Dosari, footballeur saoudien.
  - Petr Pála, joueur de tennis tchèque.
  - Alexandre Ruiz, journaliste français.
- 1976 : John Thornton, joueur américain de football américain.
- 1977 : Carlos Bonet, footballeur paraguayen.
- 1978 : Ayumi Hamasaki, chanteuse japonaise de J-pop.
- 1979 : Yann Cucherat, gymnaste et homme politique français.
- 1981 : Jérémy Banti, matador français.
- 1982 : Igor Zelenay, joueur de tennis slovaque.
- 1984 : Marion Bartoli, joueuse de tennis française.
- 1985 :
  - Marc-Antoine Le Bret, imitateur et humoriste français.
  - Christopher Rebrassé, boxeur français.
  - Linda Stahl, athlète allemande.
- 1987 : Phil Kessel, hockeyeur professionnel américain.
- 1988 :
  - Antonino Parrinello, coureur cycliste italien.
  - Ivan Zaytsev, volleyeur italien.
- 1991 : Jean Joseph Parfait, artiste musicien, compositeur et arrangeur burundais.
- 1993 : Michy Batshuayi, footballeur belge.
- 1996 : Arnaud Prusak, comédien français.
- 1998 : 
  - Lamyai Haithongkham, chanteuse pop thaïlandaise de musique mor lam et luk thung.
  - Maxime Godart, acteur français.

### XXIesiècle
- 2002 : Jacob Sartorius, chanteur américain.

## Décès

### VIesiècle
- 534 : Athalaric, roi des Ostrogoths  (° 516).

### IXesiècle
- 829 : Michel II l'Amorien, empereur byzantin de 820 à 829 (° 770).

### XVIIesiècle
- 1629 : Pierre de Bérulle, religieux français, théologien catholique, cardinal, fondateur de la congrégation de l'Oratoire (° 4 février 1575).
- 1633 : Scipione Borghese, cardinal italien, collectionneur d'art et mécène (° 1er septembre 1577).

### XVIIIesiècle
- 1727 : Johann Conrad Brunner, médecin suisse (° 16 janvier 1653).

### XIXesiècle
- 1804 : Joseph Cugnot, ingénieur militaire français (° 26 février 1725).
- 1827 : Antoine François Philippe Dubois-Descours de la Maisonfort, général et écrivain français (° 23 juin 1763).
- 1848 : Georg August Goldfuss, paléontologue et zoologiste allemand (° 18 avril 1782).
- 1853 : François Arago, astronome, physicien et homme politique français (° 26 février 1786).
- 1886 : Juvénal Viellard, homme politique français (° 21 novembre 1803).
- 1892 : Ernest Renan, écrivain, philosophe, philologue et historien français (° 28 février 1823).

### XXesiècle
- 1905 : José-Maria de Heredia, poète français d'origine cubaine (° 22 novembre 1842).
- 1920 : Max Bruch, compositeur allemand (° 6 janvier 1838).
- 1927 : Svante August Arrhenius, chimiste suédois (° 19 février 1859).
- 1931 : Jacques de Bourbon, duc d'Anjou et de Madrid, aîné des Capétiens, chef de la Maison de France, d'après le parti légitimiste et de la Communion carliste (° 27 juin 1870).
- 1943 : Martial Brigouleix, fusillé par les nazis au Mont Valérien (° 24 avril 1903).
- 1950 :
  - John Francis Fitzgerald, homme politique américain (° 11 février 1863).
  - Pierre Loubat, médecin, conseiller général du canton de Gaillac, sénateur du Tarn (° 14 mars 1870).
  - Leopold Schwarzschild, journaliste et écrivain allemand (° 7 décembre 1891).
  - Jean-Pierre Stock, rameur français (° 5 avril 1900).
- 1951 : « El Sargento » (Guillermo Rodríguez Martínez dit), matador péruvien (° 11 juillet 1915).
- 1959 : Jean-Pierre Duprey, poète français (° 1er janvier 1930).
- 1961 : Edna Gladney, militante américaine (° 22 janvier 1886).
- 1966 : Jean Marchat, acteur français (° 8 juin 1902).
- 1968 : Marcel Duchamp, peintre français (° 28 juillet 1887).
- 1973 : Arthur Bossler, résistant français chef des Forces françaises de l'intérieur (FFI) de La Robertsau pendant la Seconde Guerre mondiale (° 6 janvier 1906).
- 1974 : Olle Zetherlund, joueur international de football suédois (° 24 août 1911).
- 1979 : Jean Bruchési, diplomate, historien et écrivain québécois (° 9 avril 1901).
- 1980 :
  - Louis Daquin, cinéaste et metteur en scène français (° 20 mai 1908).
  - Lina Pagliughi, cantatrice italienne (° 27 mai 1907).
- 1981 : Fidel LaBarba, boxeur américain (° 29 septembre 1905).
- 1983 : Rodolfo Volk, footballeur italien (° 14 janvier 1906).
- 1985 : 
  - Rock Hudson (Roy Scherer Fitzgerald), acteur américain, mort du SIDA (° 17 novembre 1925).
  - George Savalas, acteur américain (° 5 décembre 1924).
- 1987 : 
  - Madeleine Carroll, actrice américaine (° 26 février 1906).
  - Russell Rouse, réalisateur et producteur américain (° 20 novembre 1913).
- 1989 : Vittorio Caprioli, acteur italien (° 15 août 1921).
- 1991 : Dimitri Ier de Constantinople, patriarche de Constantinople depuis 1972 (° 8 septembre 1914).
- 1994 : Harriet Nelson, actrice et chanteuse américaine (° 18 juillet 1909).
- 1996 : 
  - Jean-Louis Bédouin, critique littéraire, plasticien et poète surréaliste français (° 1929).
  - Raymond Boccard, religieux français, Juste parmi les nations (° 1904).
  - Robert Bourassa, homme politique canadien, premier ministre du Québec de 1970 à 1976, puis de 1985 à 1994 (° 14 juillet 1933).
  - Peter Joseph Brennan, homme politique américain (° 24 mai 1918).
  - Joonas Kokkonen, compositeur finlandais (° 13 novembre 1921).
- 1998 : 
  - Gene Autry, chanteur et acteur américain (° 29 septembre 1907).
  - Jerzy Bińczycki, acteur polonais (° 6 septembre 1937).
  - Ivan Boukreïev, chanteur soviétique (° 13 janvier 1924).
  - Olivier Gendebien, pilote automobile belge (° 12 janvier 1924).
  - Dondi White, graffeur américain (° 7 avril 1961).
  - Sanjaasürengiyn Zorig, homme politique mongol (° 20 avril 1962).
- 1999 : Heinz Günter Konsalik, écrivain allemand (° 28 mai 1921).

### XXIesiècle
- 2001 :
  - Michel Corringe, chanteur français (° 2 août 1946).
  - Marc Gélinas, auteur-compositeur-interprète et comédien québécois (° 29 novembre 1937).
- 2002 : Paul Sérant, journaliste, romancier et essayiste (° 19 mars 1922).
- 2003 : 
  - Otto Günsche, adjudant d'Adolf Hitler qui avait brûlé le corps du dictateur à la fin de la Seconde Guerre mondiale pour que les Soviétiques ne puissent s'en emparer (° 24 septembre 1917).
  - Gunther Philipp, acteur et sportif autrichien (° 8 juin 1918).
- 2004 : 
  - Jean-Claude Annoux, auteur-compositeur-interprètre français (° 15 mai 1939).
  - René Billères, homme politique français (° 29 août 1910).
  - Roger-Edgar Gillet, peintre et graveur français (° 10 juillet 1924).
  - Ashraf Rashid, général pakistanais (° 23 mai 1948).
- 2005 : 
  - Claude Battistella, footballeur français (° 2 janvier 1928).
  - Pat Kelly, joueur de baseball américain (° 30 juillet 1944).
  - August Wilson, écrivain américain (° 27 avril 1945).
- 2006 :
  - Frances Bergen, mannequin puis actrice américaine (° 22 septembre 1922).
  - Paul Halmos, mathématicien américain (° 3 mars 1916).
  - Rafaël Pividal, écrivain et philosophe français (° 1934).
- 2007 :
  - Francis Borelli, homme d'affaires français, président du PSG de 1978 à 1991, puis de l'AS Cannes de 1992 à 1996 (° 8 avril 1932).
  - Catherine de Grèce, princesse de Grèce et de Danemark (° 4 mai 1913).
  - Elfi von Dassanowsky, cantatrice, pianiste, actrice et productrice de cinéma austro-américaine (° 2 février 1924).
  - Soe Win, premier ministre birman (° 10 mai 1947).
- 2008 : 
  - Dominique Frémy, encyclopédiste français, fondateur du Quid (° 5 mai 1931).
  - Choi Jin-sil, actrice sud-coréenne (° 24 décembre 1968).
- 2009 : Rolf Rüssmann, footballeur allemand (° 13 octobre 1950).
- 2010 : Roger Joubert, acteur et pianiste québécois d’origine française (° 29 janvier 1929).
- 2011 :
  - Andrija Fuderer, joueur d'échecs belge (° 13 mai 1931).
  - Don Lapre, vendeur américain (° 19 mai 1964).
  - Piero Weiss, pianiste et musicologue italo-américain (° 26 janvier 1928).
  - Zakaria Zerouali, footballeur international marocain (° 24 mai 1978).
- 2013 :
  - Shun Akiyama, critique littéraire japonais (° 23 avril 1930).
  - Benjamin Dwomoh, arbitre de football ghanéen (° 1er juillet 1935).
  - Hilton A. Green, producteur et réalisateur américain (° 3 mars 1929).
  - Jonathan Kaufer, réalisateur, scénariste et acteur américain (° 14 mars 1955).
- 2014 : 
  - Fyodor Bogdanovsky, haltérophile soviétique puis russe (° 16 avril 1930).
  - André Buffière, basketteur puis entraîneur français (° 12 novembre 1922).
  - Arkady Joukovsky, historien roumain puis français et ukrainien (° 12 janvier 1922).
  - Eduardo Kucharski, basketteur puis entrîneur espagnol (° 22 mai 1925).
  - Pedro Peña, acteur de théâtre et de télévision espagnol (° 14 décembre 1925).
- 2015 : Eric Arturo Delvalle, président de la République du Panama de 28 septembre 1985 au 26 février 1988 (° 2 février 1937).
- 2016 :
  - Pierre Durand, officier et cavalier au cadre noir français (° 15 décembre 1931).
  - Neville Marriner, violoniste et chef-d'orchestre britannique (° 15 avril 1924).
- 2017 : Tom Petty, chanteur et guitariste américain de rock (° 20 octobre 1950).
- 2018 : Jamal Khashoggi, journaliste saoudien, assassiné dans le Consulat d'Arabie saoudite à Istanbul (° 13 octobre 1958).
- 2019 : Julie Gibson, actrice américaine devenue centenaire (° 6 septembre 1913).
- 2020 :
  - Fadma Abi, chirurgienne marocaine (° ?).
  - Irina Slavina (née Kolebanova / Ирина Вячеславовна Мурахтаева), journaliste russe d'opposition au régime poutinien (° 8 janvier 1973).
- 2021 : 

  - Michel Tubiana, avocat français un temps président de la Ligue des droits de l'homme (° 24 novembre 1952).
- 2023 :
  - Guy Briet, entraîneur de football français (° 20 janvier 1936).
  - Francis Lee, footballeur anglais (° 29 avril 1944).
  - Alice Shalvi, professeure de littérature israélienne (° 16 octobre 1926).
  - Naoki Takashima, homme politique japonais (° 13 mai 1950).
  - Geneviève Viney, professeur de droit français (° 6 juillet 1937).
- 2024 :
  - Susie Berning, golfeuse américaine (° 22 juillet 1941).
  - Guido Carlesi, coureur cycliste italien (° 7 novembre 1936).
  - Arbogaste Mbella Ntone, chanteur camerounais (° 6 octobre 1941).
  - Herman Ouseley, homme politique britannique (° 24 mars 1945).
  - Daniel Pinard, sociologue, animateur de télévision, journaliste, chroniqueur et écrivain canadien (° 1942).
  - Daniel Williams, homme politique britannique (° 4 novembre 1935).

## Célébrations
- Organisation des Nations unies : journée internationale de la non-violence[15] depuis 2007.

- Guinée : fête nationale célébrant l'indépendance du pays vis-à-vis de la France dès 1958, deux ans avant la plupart des autres États des ex-AOF, -AEF et Communauté françaises d'Afrique.
- Inde : anniversaire du Mahatma Gandhi (cf. supra).

- Christianisme :
  - fête des anges gardiens établie par le pape Paul V en 1608, fêtée plutôt les 8 novembre en Orient (voir déjà les 29 septembre des saints-archanges trois jours auparavant ; la veille 1er octobre pour Saint Ariel(l) / Uriel(l) voire les 1er novembre et alentour de la fête de tous les saints -dont revenants les 31 octobre et surtout morts / défunts les 2 novembre- ou encore les 29 février quadriennaux pour d'autres Augustes saints).
  - Station dans l'église de Procope, mémoire des apôtres Pierre, Paul, André, Philippe, Thomas ; des prophètes Isaïe & Zacharie ; des martyrs Pantaléon, Théodore, Serge, Christophore, Mamas ; dans le lectionnaire de Jérusalem, avec lectures afférentes d'Is. 6, 1(-10) ; de Za. 3, 7 (– 6, 15) ; II Pi. 1, 12(-18) ; Éph. 4, 1(-16) ; Jn 15, 20(- 16, 4).

### Saints des Églises chrétiennes

#### Saints catholiques et orthodoxes
- Les Anges Gardiens, anges protecteurs de chaque personne[16].
- Bacchi († Ier siècle), soldat romain honoré à Jouques.
- Bérégise d'Andage († 725), fondateur de l'abbaye de Saint-Hubert, en Belgique.
- Éleuthère de Nicomédie († 303), soldat, et ses compagnons martyrs, à Nicomédie.
- Gérin († 677), frère de saint Léger, martyr sur l'ordre d'Ébroïn, maire du palais de Neustrie.
- Jean II († 660), évêque de Côme.
- Léger d'Autun († 679), évêque d'Autun, martyr sur l'ordre du maire du palais Ébroïn.
- Lycomède († Ier siècle), disciple de saint Jean l'évangéliste.
- Modeste († IVe siècle), diacre et martyr, à Bénévent.
- Pipe († IIIe siècle), berger puis diacre, patron de Beaune-la-Rolande.
- Saturio (es) († 570), ermite près de Soria, à l'ermitage de San Saturio (es).
- Serein († 650), prêtre au diocèse de Troyes.
- Scariberge († VIe siècle), épouse de saint Arnould.
- Théophile de Bulgarie († 795), moine exilé par Léon III l'Isaurien, empereur byzantin pendant la période iconoclaste.
- Ursicin de Coire († 760), évêque de Coire.

#### Saints et bienheureux catholiques
- Antoine Chevrier († 1879), prêtre français bienheureux, fondateur de l'Œuvre du Prado, à Lyon.
- François Carceller (pl) († 1936), piariste, et Isidore Bover, prêtre ouvrier du Sacré-Cœur, martyrs à Castellón de la Plana.
- Georges-Edme René († 1794), prêtre français et bienheureux, martyr lors de la Révolution française.
- Jan Beyzym († 1912), bienheureux jésuite, apôtre des lépreux, à Madagascar[17].
- Jean-Baptiste Carbonell Molla († 1936), et son frère Elie, prêtres martyrs à Sax.
- Jeanne-Émilie de Villeneuve († 1854), religieuse française et fondatrice de Notre-Dame de l’Immaculée Conception de Castres.
- Jesús Emilio Jaramillo († 1989), Archevêque d'Arauca, martyr et bienheureux.
- José María González Solís († 1936), bienheureux prêtre espagnol dominicain, martyr de la guerre civile espagnole.
- Louis Yakichi (pl) († 1622), son épouse Lucie, leurs fils André et François, bienheureux martyrs à Nagasaki.
- Maria Antonina Kratochwil († 1942), bienheureuse religieuse polonaise, martyre.
- Marie Guadalupe Ricart Olmos († 1936), servite de Marie, martyre à Silla.
- Quérelin († 1060), reclus près du village d'Oosterloo, en Flandre.
- Raimundo Castaño González († 1936), bienheureux prêtre espagnol dominicain, martyr de la guerre civile espagnole.

#### Saint orthodoxe du jour(aux dates éventuellement"juliennes"ou orientales)
- Georges de Philadelphie († 1794), néo-martyr grec[18].
- Théodore Gavra († v. 1180), Martyr.

### Prénoms du jour
Bonne fête aux Léger.
Et aussi aux :
- Bianca, Blanca, etc. (Sainte Bianca ou Candida de Rome, qui serait morte en 302 ou 304 de notre ère, est plutôt fêtée les lendemains 3 octobre) ;
- et aux Ruth[19], en référence sans doute au personnage biblique judéo-chrétien de l'arrière grand-mère du roi hébreu David, supposés ancêtres terrestres de Jésus de Nazareth, également épouse de Booz ou Boaz et grand-mère de Jessé ayant vécu aux XIe siècle av. J.-C. voire XIIe siècle av. J.-C. et, avec notamment Noémi(e) ou Naomi, au centre du Livre de Ruth quant à lui peut-être du Ve siècle av. J.-C. vers -445.

## Traditions et superstitions

### Astrologie
- Signe du zodiaque : dixième jour du signe astrologique de la Balance.

### Dictons du jour
- « À la saint-Léger, faut se purger ! »[20]
- « À la saint-Léger, il ne faut pas semer, sinon le grain devient comme le saint. »[20]
- « De Saint-Léger à Toussaint [1er novembre], la boue va grand train. »[21]
- « Ne sème pas à la saint-Léger, les épis seraient trop légers. Sème à la saint-François [lendemain 4 octobre], il te rendra grain de bon poids. Mais n'attends pas la saint-Bruno [6 octobre], ton blé serait tout noiraud. »[20]
- « Si les feuilles tombent à la saint-Léger, suivra une bonne année. »[22]

## Toponymie
- Plusieurs voies et places ainsi que des sites et édifices portent le nom de cette date en langue française voire d'autres et figurent dans la page d'homonymie Deux-Octobre  sous différentes graphies possibles.

## Pour approfondir